# Stola (liturgie)
De stola of stool is een van de paramenten die gedragen wordt tijdens de liturgie in de meeste christelijke kerken. Ze wordt gebruikt in de Rooms-Katholieke Kerk, het protestantisme, de Anglicaanse Kerk en de Oudkatholieke Kerk. In de oosters-orthodoxe kerken is het equivalent van de stola de Epitrachelion (zie aldaar). De stola is het teken van Christus’ kruis dat Hij op zijn schouders heeft gedragen en behoort tot de zogenaamde insignia: liturgische kleding die aangeeft welk specifiek ambt de drager bekleedt.

## Draagwijzen
In de Rooms-Katholieke Kerk (RKK), de Anglicaanse Kerk (AK) en de Oudkatholieke Kerk (OKK).
- Subdiaken (verdwenen ambt): draagt geen stola.
- Diaken: schuin van links naar rechts, over de linkerschouder.
- Priester OKK: recht naar beneden over beide schouders.
- Priester RKK: volgens Tridentijnse ritus: gekruist over het hart.
- Priester RKK: volgens Novus Ordo Missae: recht naar beneden over beide schouders.[1]
- Priester AK: recht naar beneden over beide schouders, gekruist over het hart.
- Bisschop: recht naar beneden over beide schouders.

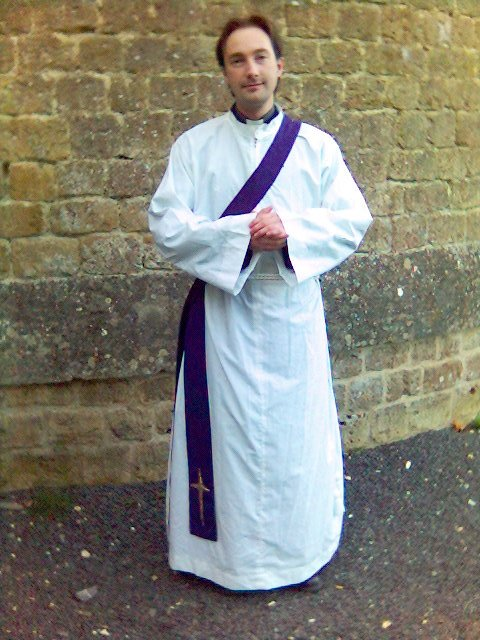
De stola gedragen door de diaken: schuin over linkerschouder.
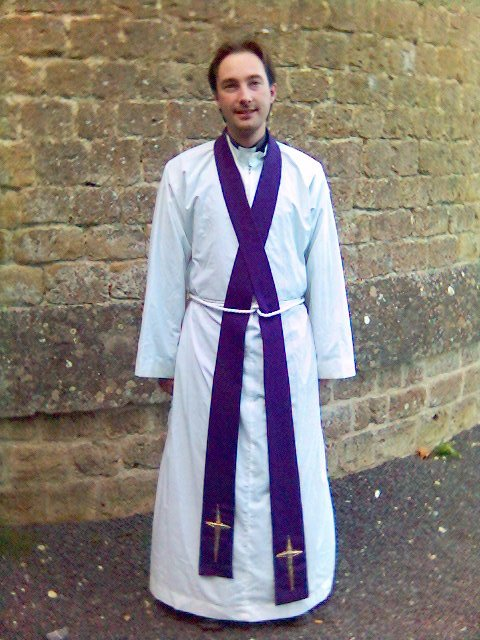
De stola gedragen door de AK-priester en de RKK-priester vóór 1967.
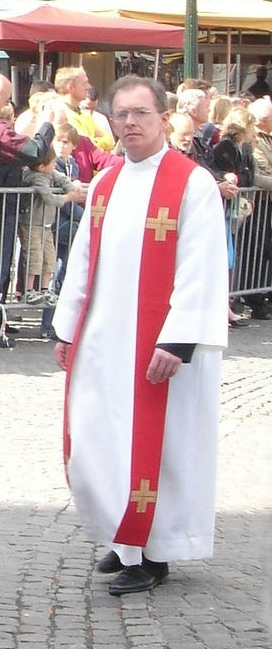
De stola gedragen door de bisschop, OKK-priester en RKK-priester na 1967: over beide schouders, recht.

De stola wordt over de albe gedragen en op zijn plaats gehouden door de cingel.

## Pastoraal werkers
Men ziet nog weleens dat pastoraal werkers een soort driehoekige stola dragen. Dit is in de Rooms-Katholieke Kerk niet toegestaan. Een pastoraal medewerker is een leek en de stola is voorbehouden aan de gewijde personen (i.e. diaken, priester, bisschop).
Wanneer men hierop wijst zal worden gezegd dat het geen stola is en daarom toegestaan is. De Nederlandse Bisschoppenconferentie heeft echter bepaald dat het lijkt op een stola en daarmee wordt geïmpliceerd dat het een stola is.

## Overstola

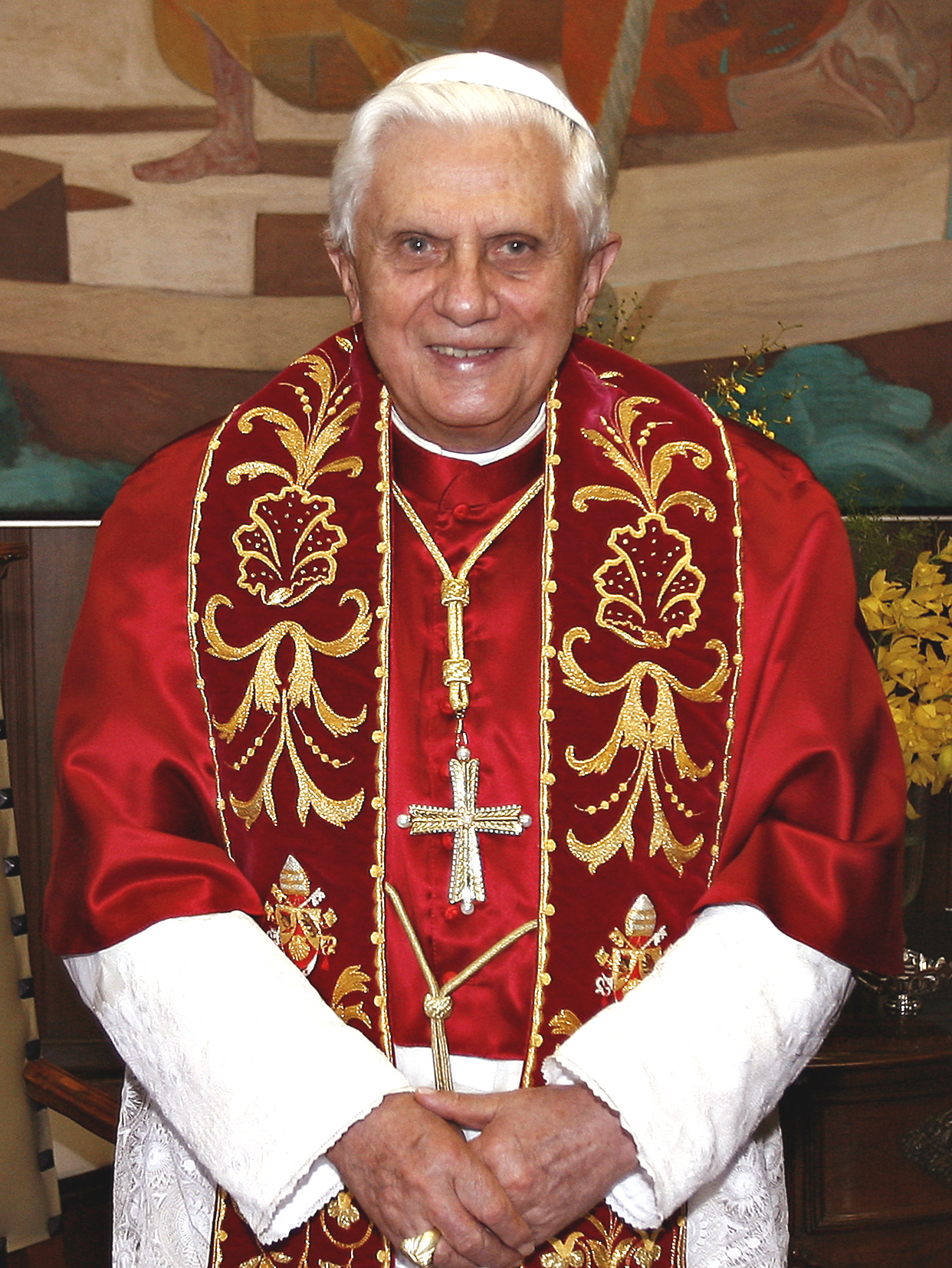
De Pauselijke staatsiestola is geen liturgisch ornament, maar een onderdeel van de pauselijke insignia. Ze geldt dus niet als overstola.

Tijdens de liturgisch onduidelijke periode van de jaren zeventig en tachtig van de 20e eeuw, (in conservatieve kringen ook wel de Tweede Beeldenstorm genoemd) ontstond de overstola (klerikaal dialect: overboordstola) die, vooral in Nederland en Duitsland door sommige diakens, priesters en zelfs bisschoppen over het dalmatiek of kazuifel gedragen werd of wordt. Dit is echter volgens de rubrieken géén toegestaan kledingstuk. Daarmee gaat ook een wezenlijk deel van de symboliek van de stola verloren. De vaak goudgeborduurde stola staat namelijk symbool voor het juk van het Kruis van Christus, waarover de dalmatiek of kazuifel wordt gedragen als een mantel der liefde.